# کوری لاترپ
کوری لاترپ (به انگلیسی: Corrie Lothrop) ژیمناست زادهٔ ۲۶ مارس ۱۹۹۲ میلادی اهل کشور ایالات متحده آمریکا است.